# Сигнальная разметка
Сигнальная разметка — цветографическое изображение с использованием сигнальных и контрастных цветов, нанесенное на поверхности, конструкции, стены, перила, оборудование, машины, механизмы (или их элементы), ленты, цепи, столбики, стойки, заградительные барьеры, щиты и т. п..

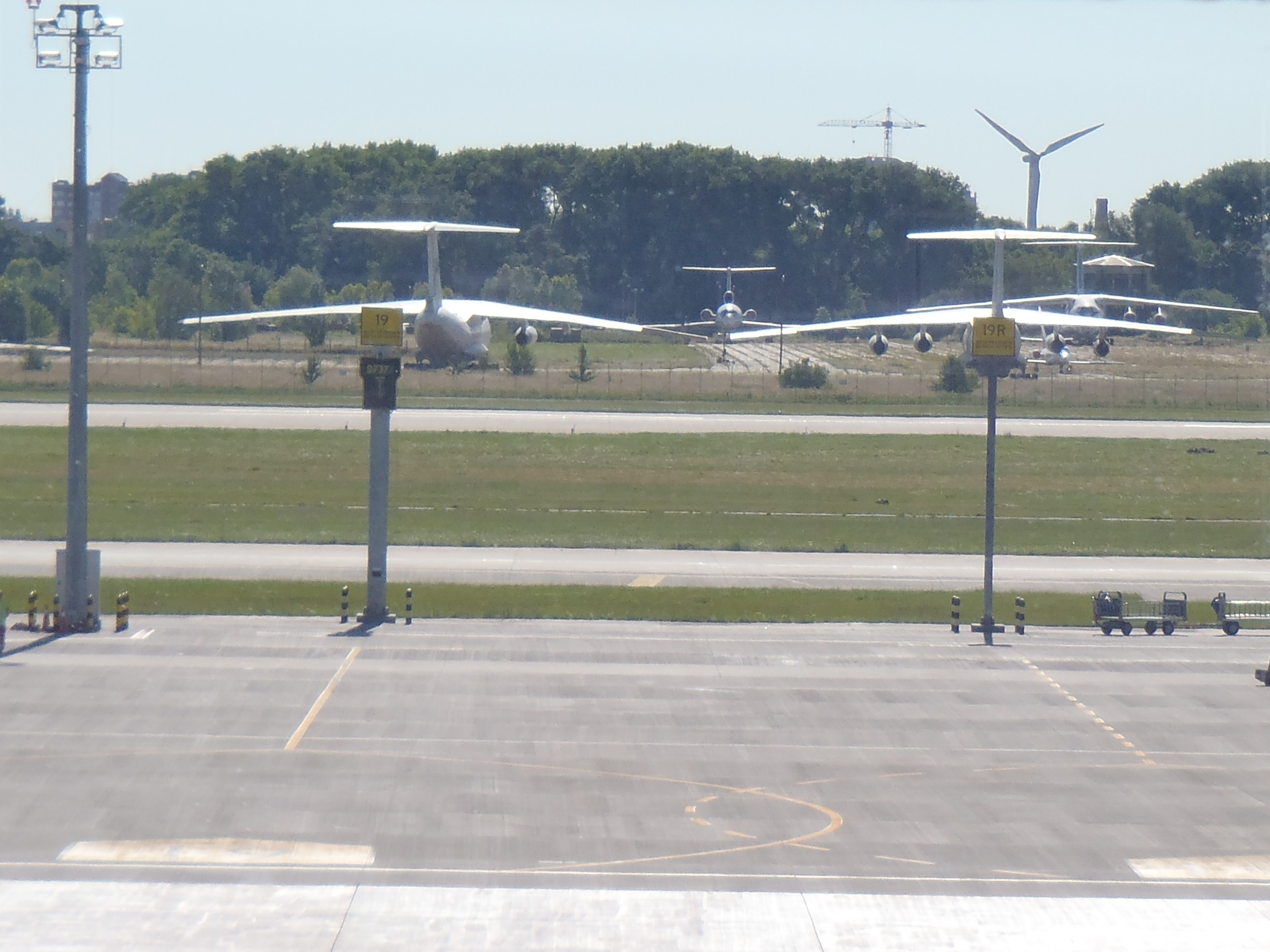
Аэродромная сигнальная разметка,

## Применение
Сигнальная маркировка предназначена для привлечения внимания людей к непосредственной или возможной опасности, рабочим узлам оборудования, машин, механизмов и элементам конструкции, которые могут являться источниками опасных или вредных факторов, пожарной технике, средствам противопожарной и иной защиты, знакам безопасности и сигнальной разметке.
Сигнальная разметка, регламентируется межгосударственным стандартом: — (ГОСТ 12.4.026-2015 Система стандартов безопасности труда (ССБТ). Цвета сигнальные, знаки безопасности и разметка сигнальная. Назначение и правила применения. Общие технические требования и характеристики. Методы испытаний (с Поправкой)).
Настоящий стандарт распространяется на сигнальные цвета, знаки безопасности и сигнальную разметку для производственной, общественной и иной хозяйственной деятельности людей, производственных, общественных объектов и иных мест, где необходимо обеспечение безопасности. Стандарт разработан в целях предотвращения несчастных случаев, снижения травматизма и профессиональных заболеваний, устранения опасности для жизни, вреда для здоровья людей, опасности возникновения пожаров или аварий.

## Термины в сигнальной разметке
1 Сигнальный цвет — служит для привлечения внимания людей к непосредственной или возможной опасности.
2 Контрастный цвет — увеличивает зрительное восприятия человека и выделения на окружающем фоне (улица, дом, яма) знаков безопасности и сигнальной разметки.
3 Знак безопасности — бывают разной геометрической формы с нанесёнными на них сигнальных, контрастных цветов, а также изображения и/или поясняющие надписи, которые позволяют предупредить людей о непосредственной или возможной опасности, а также запрещающие, предписывающие или разрешающие действия.
4 Знак пожарной безопасности — используется для предупреждения и выполнения его требований при возникновении пожара, а также место нахождение пожарного инвентаря и средств оповещения специальных служб.
5 План эвакуации — указывает путь эвакуации человека, согласно плану помещения (этажа), на котором обозначены эвакуационные (аварийные) выходы.
6 Аварийный выход — дверь (люк или любой иной) используется как дополнительный выход для спасения людей, ведущий в безопасной зону при разных природных стихийных бедствиях, крушениях, пожаров и т. п..
7 Сигнальная разметка — цветографическое изображение с использованием сигнальных и контрастных цветов, нанесенное на поверхности конструкции, машины, или любого другого механизма, столбики, заградительные барьеры, щиты и т. п., в целях обозначения опасности, а также для указания и информации и выполнения инструкций (правил), согласно той или иной разметке.
8 Люминесценция — использования фосфора или добавление его в краски, где при попадании энергии внешнего воздействия, происходит химический процесс, что вызывает свечение или излучение света на нанесённом материале.
9 Фотолюминесценция — это разновидность люминесценции, возникающая, под действием световых квантов и определяется длительностью свечения.
10 Светящийся материал — материал, обладающий свойством люминесценции.
11 Несветящийся материал — материал, не обладающий свойством люминесценции и способный поглощать попадающий на него естественный или искусственный свет.
12 Световозвращающий материал — тот или иной материал, который имеет в своем составе оптические элементы, которые отражают или возвращают падающий на них свет.
Детальная информация о терминах сигнальной разметки .

## Сигнальные цвета
| Сигнальный цвет | Смысловое значение                                      | Область применения                                                                                     | Контрастный цвет |
| --------------- | ------------------------------------------------------- | --- | ---------------- |
| Красный         | Непосредственная опасность                              | Запрещение опасного действия или поведения Обозначение непосредственной опасности                      | Белый            |
|                 | Аварийная или опасная ситуация                          | Сообщение об аварийном отключение или об аварийном состояние оборудования (технологического процесса)  |                  |
|                 | Пожарная техника, средства пожарной защиты, их элементы | Обозначение и определение мест нахождения пожарной техники, средств провопожарной защиты, их элементов |                  |
| Жёлтый          | Возможная опасность                                     | Обозначение возможной опасности, опасной ситуации                                                      | Чёрный           |
| Зелёный         | Безопасность, безопасные условия                        | Сообщение о нормальной работе оборудования, нормальное состояние технологического процесса             | Белый            |
|                 | Помощь, спасение                                        | Обозначение пути эвакуации, аптечки, кабинетов, средств по оказанию первой помощи                      |                  |
| Синий           | Предписание во избежания опасности                      | Требование обязательных действий в целях обеспечения безопасности                                      |                  |
|                 | Указания                                                | Разрешение определённых действий                                                                       |                  |